# Ron van den Beuken
Ron van den Beuken (10 de abril de 1970) es un disc jockey y productor holandés orientado a la música trance. También es conocido bajo los seudónimos Clokx, The Mystery, Floyd y Shane, entre otros.

## Trayectoria musical
Estudió en el Conservatorio de Maastricht y también fue a la Universidad a estudiar Derecho. Empezó a hacer música dance a fines de la década del '90. Después de completar sus estudios se metió en la escena del dance con su primer track: "Feel it", formando parte del proyecto musical 8-Hands. Éste se transformó rápidamente en un gran éxito en las pistas de baile. Su siguiente éxito fue "Keep it Up", que se consolidó en el top10 de Éxitos en Escandinavia.
Después de su éxito, Ron decidió hacer diferentes proyectos y empezó su primer tema Trance, al que llamó Shane, "Cest Muzique". Además, Ron produjo "The Mystery", el cual obtuvo mucha popularidad por parte de DJs como Dave Pearce y Johan Gielen. "The Mystery" ha sonado en países de todo el mundo como España, el sur de África, Australia, Los Países Bajos, Canadá, Israel y Japón.
También, produjo "Devotion" ("All I ever wanted") fue otro gran éxito. Una vez más obtuvo el respaldo por parte de DJs como Paul Van Dyk, Armin Van Buuren, Johan Gielen, Black & Jones, Judge Jules y muchos más. De nuevo, también se metió en el top 75 del Reino Unido y por primera vez en el top 100 "Sales Chart Holland".
En el 2003 Ron produjo bajo el alias Clokx, reversionando el clásico de Coldplay, "Clocks". Este subió muchas posiciones en la escena dance de todo el mundo, y también entró en el top 100 del "Sales Chart Holland"
Al poco tiempo, se lanzó su nuevo éxito "Timeless". Este triunfó en clubes de toda Europa, y fue el avance final de Ron Van Den Beuken. "Timeles" fue un éxito avasallador en la radio538 y de nuevo top 100. Y estuvo en los gráficos de venta por 17 semanas!!
Después de "Timeless" Ron produjo "Overdrive". De nuevo, todo un éxito, y tuvo mucho apoyo de importantes DJ's, como Tiesto, Marco V, Armin Van Buuren etc.

## Discografía

### Sencillos
Como Ron van den Beuken
- 2003: Timeless (Keep On Movin') UK #65[1]
- 2004: Endless
- 2004: Twister (vs. Sam Sharp)
- 2005: Feelings
- 2005: Goodbye
- 2005: Sunset (HOL 28#)[2]
- 2005: Tibet
- 2006: Find the Way
- 2006: Timeless / Clocks
- 2007: Alcatrazz
- 2008: Angels
- 2008: Asylum
- 2008: Slash
- 2009: Euphoria
- 2009: Faraway (Harry's Game)
- 2009: Life's Too Short (con Maarten de Jong)
- 2009: War of Hearts (vs. George Acosta)
- 2010: Her Tears (Namira)
- 2010: Terminal 44
- 2010: V2.0
- 2010: Shameless (vs. Jan Oostijk)
- 2011: The Voice Inside (Ron van den Beuken Vs T.O.M. Ft. Hadassa)
- 2013: Time (Tom Pulse & Ron van den Beuken con Rox)
- 2013: Believe Again (con Delta Goodrem)
- 2013: United Music (con DJ Tatana)
- 2014: Headlock (con Imogen Heap)
- 2014: Entity (con Mr Blue)
- 2014: Scream (con JEFFK)
- 2014: House of Cards (con Monty Wells)
- 2016: Rising Flute (con Bodo Kaiser)

Lanzamientos bajo otros pseudónimos
- 1999: Shane – C'est Musique
- 1999: Unicorn – Obsession Forever
- 2000: Floyd – Come 2 Gether / The Future
- 2000: Zith – Eternity
- 2001: The Mystery – Mystery (UK #56)[3]
- 2002: The Mystery – All I Ever Wanted (Devotion) (UK #57)[3]
- 2002: The Mystery – Devotion
- 2002: Delerious – Don't Care
- 2003: Clokx – Clokx
- 2003: Clokx – Overdrive (HOL #35,[2] ALE #76[4])
- 2003: The Mystery – Feel For You
- 2003: Floyd – 4 Ever
- 2004: R.V.D.B. – Overload
- 2004: Floyd – Any Given Day
- 2005: Clokx – Feelings
- 2005: Clokx – Tibet
- 2006: R.V.D.B. – Access
- 2007: King Amir – Samir's Theme
- 2008: Clokx – Angels
- 2009: Floyd – Essence Of Love
- 2009: DJ Tatana vs. The Mystery – Soul Cry
- 2009: The Mystery – Fever / Emotion
- 2009: The Mystery – Forgiven
- 2009: Cartouche – Bittersweet
- 2010: Clokx – Catch Your Fall
- 2011: Clokx – Oddity (SUI #20)[5]
- 2013: Clokx Ft. Michelle Escoffery – It's A Real Love

### Remixes
Lista seleccionada
- 1999: CRW – I Feel Love (J Remix)
- 2002: Mac Zimms – L'annonce Des Couleurs (The Mystery Remix)
- 2002: Chris Rea – Josephine 2002 (Delirious Remixes)
- 2003: 4 Strings – Let It Rain (The Mystery Remix)
- 2003: Blank & Jones feat. Robert Smith – A Forest
- 2003: DJ Quicksilver – New Life (The Matrix Remix)
- 2004: 4 Strings – Let It Rain (The Mystery Remix)
- 2004: Randy Katana – In Silence
- 2005: Ferry Corsten – Fire
- 2006: 4 Strings – Take Me Away
- 2006: Fragma feat. Kirsty Hawkshaw – Radio Waves
- 2007: Grooveyard – Mary Go Wild!
- 2011: Dominik De León vs Burhan G – Everything Changes (Clokx Radio Mix)
- 2011: La Fuente – Lost Without You (Clokx Remix)
- 2011: Nadia Ali, Starkillers & Alex Kenji – Pressure (Clokx Remix)
- 2011: Ayumi Hamasaki – Moon (Clokx Remix)
- 2012: Loverush UK! vs. Maria Nayler – One + One (Clokx Remix)
- 2012: Ron van den Beuken feat. Imogen Heap – Headlock (Clokx Remix)
- 2012: Rene Ablaze & Alexander Xendzov feat. Sharon Fehlberg – Cast Your Spell (Clokx Edit)
- 2013: Rene Ablaze & Jacinta – Secret 2K13 (Clokx Remix)
- 2013: Ben Moon – Celebrity (Clokx Bigroom Remix)
- 2013: Kid de Luca feat. Sir Llewy – Waiting
- 2014: Calienda – Surrender